# Le Cendre
Le Cendre ist eine französische Gemeinde mit 5455 Einwohnern (Stand 1. Januar 2022) im Département Puy-de-Dôme in der Region Auvergne-Rhône-Alpes. Sie liegt ca. zehn Kilometer südöstlich von Clermont-Ferrand.

## Geografie
Das historische Dorf liegt in der Nähe des Flusses Auzon, der unweit von Le Cendre in den Allier mündet. Entlang der Eisenbahnlinie Clermont-Ferrand – Issoire hat sich Kleingewerbe angesiedelt. Östlich des Dorfkerns liegt die Ausgrabungsstätte Gondole (siehe unten).

## Geschichte
Auf dem Gemeindegebiet liegt die Ausgrabungsstätte Gondole. Es handelt sich hierbei um ein gallisches Oppidum. Nach der Aufgabe des Oppidums Corent im 1. Jh. v. Chr. traten Gergovia und Gondole an seine Stelle, bevor um die Zeitwende Augustonometum (Clermont-Ferrand) zum Siedlungsschwerpunkt wurde.
Etwas außerhalb des Oppidums wurden bei Arbeiten zu einer Umgehungsstraße im Februar 2002 eine geheimnisvolle gallorömische Grabstätte mit den Skeletten von 8 Reitern mit ihren Pferden entdeckt.
Le Cendre ist ein Vorort von Clermont-Ferrand. Der kleine historische Dorfkern wird von zahlreichen Wohnvierteln umgeben. Der Vorstadtcharakter kommt u. a. durch den Anschluss an das städtische Bussystem und das Vorhandensein eines Bahnhofs zum Ausdruck. Le Cendre bildet ein geschlossenes Siedlungsgebiet mit der Gemeinde Cournon-d’Auvergne.

## Bevölkerungsentwicklung
| Jahr                       | 1921 | 1936 | 1946 | 1962 | 1968 | 1975 | 1982 | 1990 | 1999 | 2006 |
| Einwohner                  | 532  | 552  | 555  | 766  | 1442 | 2548 | 4114 | 5013 | 4869 | 4697 |
| Quellen: Cassini und INSEE |      |      |      |      |      |      |      |      |      |      |

## Sehenswürdigkeiten
- Ausgrabungsstätte Gondole (siehe oben)
- Die Ufer des Auzon wurden 2007 zu einem Erholungsbereich mit Spielplätzen, Sportstätten und Picknickbereichen ausgebaut. Die sogenannte "Coulée Verte" wird von mehreren alten Mühlen gesäumt und führt auch durch den Ortskern. Eine Verlängerung bis an den Allier und nach Orcet ist geplant.

## Weblinks

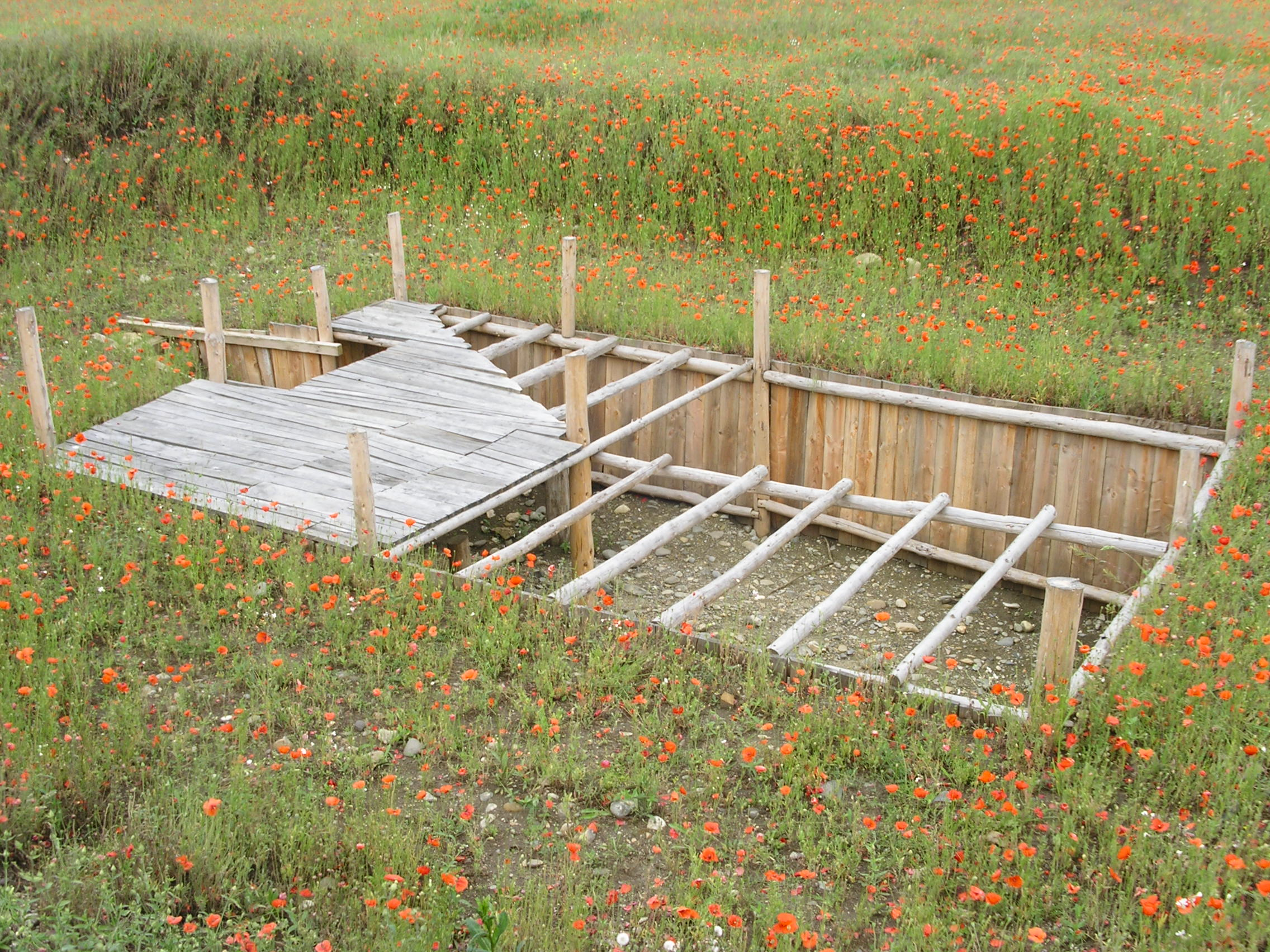
Ausgrabungsstätte Gondole